# Wyspa (film 1980)
Wyspa (ang. The Island) – amerykański thriller z 1980 roku w reżyserii Michaela Ritchie. Wyprodukowany przez Universal Pictures.

## Opis fabuły
W rejonie Karaibów w ciągu trzech lat znika aż 600 łodzi. Goniący za sensacyjnym tematem dziennikarz Blair Maynard (Michael Caine) postanawia przeprowadzić własne dochodzenie. Na wyprawę zabiera dwunastoletniego syna. Wkrótce obaj zostają uwięzieni przez członków tajemniczego plemienia.

## Obsada
- Michael Caine jako Blair Maynard
- David Warner jako John David Nau
- Angela Punch McGregor jako Beth
- Frank Middlemass jako Windsor
- Don Henderson jako Rollo
- Dudley Sutton jako doktor Brazil
- Colin Jeavons jako Hizzoner
- Zakes Mokae jako Wescott
- Brad Sullivan jako Stark

i inni